# 죠스 3
죠스 3(Jaws 3-D)은 미국에서 제작된 조 알베스 감독의 1983년 공포, 스릴러 영화이다. 데니스 퀘이드 등이 주연으로 출연하였고 루퍼트 히지그 등이 제작에 참여하였다.

## 줄거리
아미티 섬의 경찰서장 마틴 브로디의 아들 마이클 "마이크" 브로디는 여자친구인 해양공원 선임 생물학자 캐서린 "케이" 모건과 함께 시월드 올랜도에서 수석 엔지니어로 일하고 있다. 공원의 볼거리 중에는 해양 생물을 볼 수 있는 새로운 수중 터널이 있다.
공원의 석호 문이 고장으로 열려 있는 동안, 백상아리 한 마리가 물 사냥팀을 따라 공원 안으로 들어온다. 케이와 그녀의 조수들은 상주하는 돌고래, 특히 신디와 샌디 두 마리가 우리를 떠나 석호로 나가기를 두려워한다는 것을 알아챈다. 나중에 공원 관리자 칼빈 부샤르는 그의 친구이자 모험가이자 사냥꾼인 필립 피츠로이를 환영하고, 마이크의 남동생 션은 여름 방학을 맞아 방문한다. 그날 밤, 정비공 셸비 오버맨은 문을 수리하고 고정하기 위해 물속으로 뛰어든다. 그는 상어에게 공격당해 사망하고, 그의 오른팔은 절단된다. 마이크, 케이, 션은 술을 마시러 나가고 션은 공원의 수상 스키 선수 중 한 명인 켈리 앤 부코프스키를 만나 데이트를 시작한다. 한편, 두 명의 범죄자가 공원에 몰래 들어와 수중으로 들어가 산호를 훔쳐 팔려고 하지만, 그 과정에서 둘 다 상어에게 살해된다.
다음날, 케이와 마이크는 오버맨의 실종 소식을 듣는다. 그들은 잠수함을 타고 그의 시신을 찾으러 가고, 수색 중에 길이가 10 ft (3.0 m)밖에 되지 않는 어린 백상아리를 만난다. 돌고래들이 케이와 마이크를 구하지만, 상어는 다시 공원 안으로 도망간다. 그들은 부샤르에게 알리고, 피츠로이는 상어를 네트워크 텔레비전에 생중계로 죽이자고 제안한다. 케이는 반대하며, 대신 상어를 잡아서 생포하여 사육하면 공원에 더 많은 홍보 효과를 가져올 것이라고 제안한다. 상어는 성공적으로 포획되고, 케이와 그녀의 직원들은 상어를 치료하기 시작한다. 칼빈은 즉시 돈을 벌기 위해 상어를 전시회로 옮기라고 명령하지만, 상어는 죽는다. 켈리는 션이 아미티에서의 경험 때문에 불안해함에도 불구하고 범퍼 보트를 타고 물 위로 나가도록 설득한다.
오버맨의 시신이 발견되고, 시신을 검토하던 케이는 그를 죽인 상어가 첫 상어의 35 ft (11 m) 길이의 어미이며, 그 상어도 공원 안에 있을 것이라고 깨닫는다. 그녀는 상어 자체가 수중 카페의 창문에 나타났을 때 칼빈을 설득할 수 있었다. 여과 파이프 안에 숨어 있던 상어는 공원을 엉망으로 만들고 켈리를 다치게 하며, 수중 터널에 거의 모든 사람들을 익사시킬 뻔한 누출을 일으킨다. 피츠로이와 그의 조수 잭 테이트는 상어를 유인하여 함정에 빠뜨려 죽이려 한다. 잭이 파이프의 문을 닫는 동안, 피츠로이는 상어를 파이프로 성공적으로 유인하지만, 그의 밧줄이 펌프에 의해 생성된 강한 전류 때문에 갑자기 끊어진다. 파이프 안에 갇히고 출구 해치로 가는 사다리에 닿을 수 없게 된 그는 뱅 스틱으로 상어를 죽이기로 결정하지만 효과가 없다.
상어는 그가 수류탄에서 안전핀을 뽑기도 전에 그를 통째로 삼켜 죽인다. 상어가 파이프로 유인되었다는 소식을 듣고 마이크와 케이는 수중 터널을 수리하기 위해 내려가고, 기술자들은 공기압을 복구하고 물을 빼낼 수 있게 된다. 칼빈은 상어를 질식시키기 위해 펌프를 끄라고 명령하지만, 이 행동은 오히려 상어가 파이프에서 벗어나 마이크와 케이를 공격하게 만들고, 그들은 다시 돌고래들에게 구출된다. 그들은 통제실로 돌아가고 수중 터널의 민간인들은 안전하게 대피된다. 상어가 갑자기 창문 앞에 나타나 유리를 깨고 통제실을 침수시키고 기술자 한 명을 죽인다.
상어의 입이 열려 있을 때, 마이크는 상어의 뱃속에서 떠내려온 피츠로이의 시신이 여전히 수류탄을 들고 있는 것을 발견한다. 마이크는 구부러진 막대기로 안전핀을 뽑아 수류탄을 터뜨리고 상어를 죽이는 동안 그와 케이는 몸을 숨긴다. 그 후, 마이크와 케이는 상어와의 싸움에서 살아남은 돌고래들과 함께 기뻐한다.

## 출연

### 주연
- 데니스 퀘이드
- 베스 암스트롱
- 사이먼 맥코킨데일
- 루이스 고셋 주니어

### 조연
- 존 푸치

## 제작진
- 원작자: 피터 벤츨리
- 미술: 우즈 맥킨토시

## 한국판 성우진(KBS, 1993년 7월 24일)
- 이규화 - 마이크 (데니스 퀘이드)
- 주희 - 캐슬린 (베스 암스트롱)
- 박상일
- 남궁윤
- 장정진
- 윤기황
- 유제상
- 최문자
- 김준
- 서혜정
- 장세준
- 유동현
- 정미숙
- 김양희
- 박규웅
- 함수정
- 홍시호
- 문일옥